# Bieliny (Sainte-Croix)
Pour les articles homonymes, voir Bieliny.
Bieliny est un village de la voïvodie de Sainte-Croix et du powiat de Kielce. Il est le siège de la gmina de Bieliny et comptait 1 900 habitants en 2006.
Tomasz Brożyna, né en 1970 à Bieleny, est le premier coureur cycliste polonais ayant terminé les trois grands tours, français, italien et espagnol.